# Tabula rasa (Hans Mantje)
Tabula rasa, in de volksmond Gebroken tafel, is een artistiek kunstwerk in Amsterdam-Noord.
Kunstenaar Hans Mantje ontwierp een beeld in de vorm van een gebroken tafel voor het Buikslotermeerplein, alwaar het vanaf 1982 voor het Stadsdeelkantoor Amsterdam-Noord kwam te staan. Volgens Buitenkunst Amsterdam is het opgebouwd uit een skelet van beton met daarop het gebroken tafelblad in cortenstaal. De titel verwijst naar het begrip tabula rasa met "onbeschreven blad opnieuw beginnen". De kunstenaar verwoordde het als volgt: "beschouwen en relativeren". Het beeld werd later verplaatst toen het stadsdeelkantoor werd afgebroken voor een parkeergarage (2007); er werd naar een nieuwe plek gezocht. Dat werd gevonden in dat deel van de Klaprozenweg, dat ter plekke de grens vormt tussen een tot woonwijk her te ontwikkelen geïndustrialiseerde gebied en Tuindorp Oostzaan. Sindsdien staat het in een grasveld op de hoek van de Stenendokweg; ingang tot het tuindorp.
De melding van Buitenkunst Amsterdam dat het tafelblad van cortenstaal is, staat tegenover de maatregelen die Amsterdam in 2023 moest nemen. Cortenstaal roest niet (of zou niet roesten). Toch werd doorroesten geconstateerd; het staal brokkelde af en er kwamen hekken rondom het kunstwerk. Even later werden de tafelbladdelen geheel verwijderd in afwachting van de beslissing of het beeld in een andere vorm verder kan of dat de kunstenaar een nieuwe toepassing vindt.

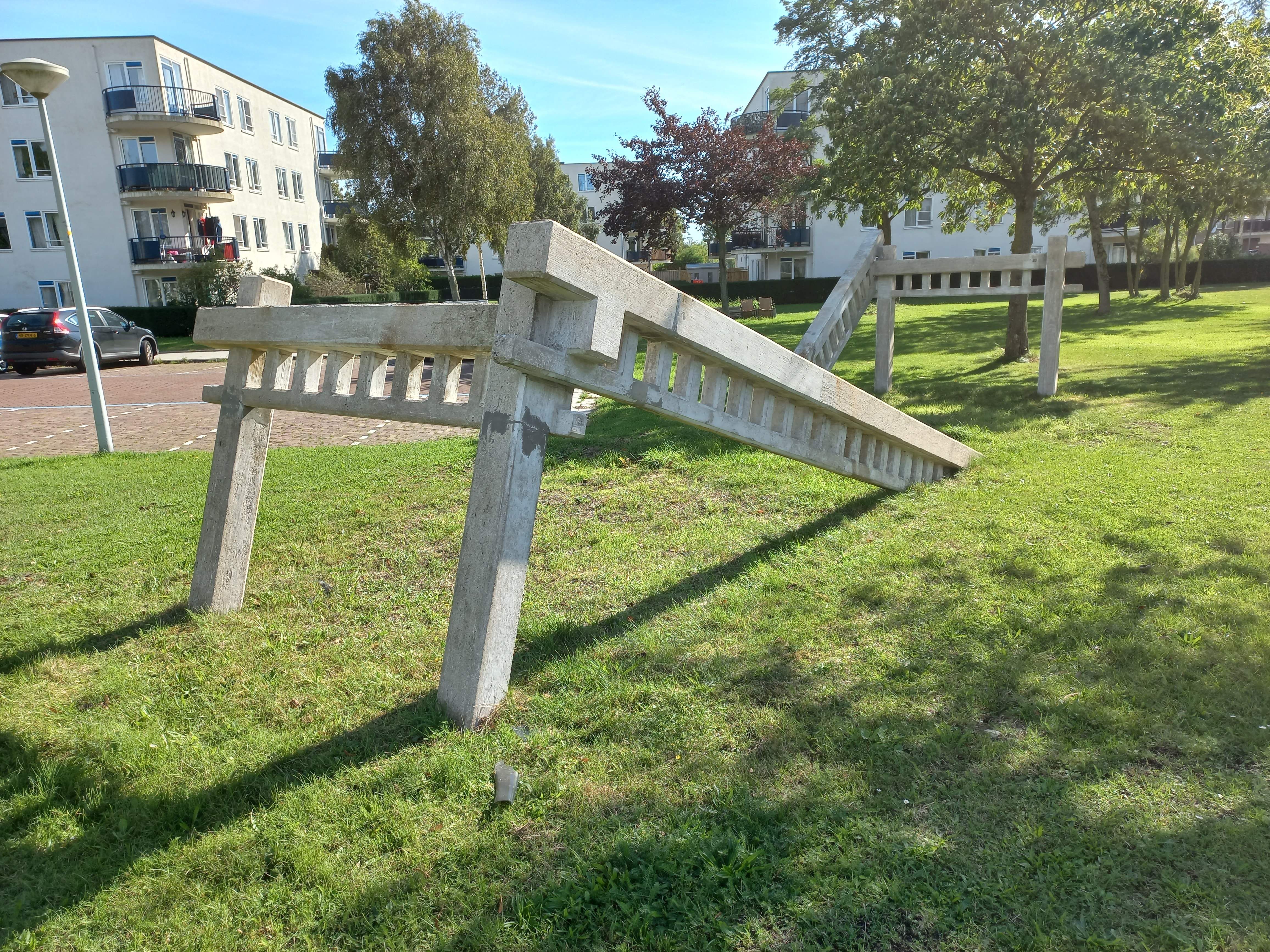
Onttakeld (september 2023)